# Andrej Kuzmanow
Andrej Georgiew Kuzmanow (bułg. Андрей Георгиев Кузманов; ur. 4 marca 1959 w Pazardżiku) – bułgarski pięcioboista nowoczesny i działacz sportowy, w 2021 minister młodzieży i sportu.

## Życiorys
Absolwent szkół sportowych. W 1991 ukończył studia w wyższym instytucie kultury fizycznej i sportu WIF „Georgi Dimitrow” w Sofii, gdzie uzyskał uprawnienia nauczyciela wychowania fizycznego i trenera. Jako zawodnik uprawiał pięciobój nowoczesny, zajął trzecie miejsce na zawodach europejskich w 1985, był także mistrzem kraju w tej dyscyplinie oraz w pływaniu. Później został trenerem pięcioboju oraz organizatorem zawodów. Objął stanowisko prezesa bułgarskiej i bałkańskiej federacji pięcioboju nowoczesnego, został też pełniącym obowiązki prezesa europejskiej federacji pięcioboju nowoczesnego. W maju 2021 powołany na urząd ministra młodzieży i sportu w przejściowym gabinecie Stefana Janewa. Pozostał na tym stanowisku w utworzonym we wrześniu 2021 drugim technicznym rządzie tego samego premiera. Pełnił tę funkcję do grudnia tegoż roku.